# 大塚孝治
大塚 孝治（おおつか たかはる、1952年3月22日 - ）は、日本の物理学者。
理化学研究所仁科加速器科学研究センター 客員主管研究員。
東京大学名誉教授。
専門は原子核物理学、原子核物理学理論。

## 学歴
- 1974年3月 東京大学理学部[1] 物理学科[5] 卒業
- 1979年3月 東京大学大学院理学系研究科 物理学専攻 [5]修了

## 経歴
- 1979年4月 日本原子力研究所(Japan Atomic Energy Research Institute)（現在の日本原子力研究開発機構） 物理部研究員[5][1]
- 1983年5月 - 1985年2月 アメリカロスアラモス国立研究所 理論部研究員[1]
- 1985年 東京大学理学部 助教授[5]
- 1997年 東京大学大学院理学系研究科 物理学専攻 教授
- 理化学研究所仁科加速器科学研究センター 核構造研究部 客員主管研究員[3]

## 委員歴
- 2001年- 2003年 日本物理学会 理事[5]

## 受賞歴
- 1991年 第6回西宮湯川記念賞（兵庫県西宮市）[5][6]
- 2022年度 理研梅峰賞（理化学研究所）[2][7]
- 2023年 フンボルト賞[2][3][4]